# Kaona (gmina Lučani)
Kaona (cyr. Каона) – wieś w Serbii, w okręgu morawickim, w gminie Lučani. W 2011 roku liczyła 384 mieszkańców.